# Marmorerad fengädda
Marmorerad fengädda (Polypterus ornatipinnis) är en art av familjen fengäddor som finns i Central- och Västafrika. Den förekommer dessutom som akvariefisk.

## Utseende
En fisk med en lång, nästan cylindrisk kropp, en ryggfena som består av 9 till 11 småfenor, var och en med en mjukstråle. Analfenan har 14 till 15 mjukstrålar. Färgen är gråbrun på ovansidan med klart vita fläckar och en gulaktig till vit buk. Huvudet har ett fint nätmöster, och fenorna är randiga med rader av omväxlande vita och svarta prickar. Som mest kan arten bli 60 cm lång.

## Vanor
Den marmorerade fengäddan är en i huvudsak solitär, bottenlevande, nattaktiv fisk som andas atmosfäriskt syre. Den lever huvudsakligen i lugnare vatten som diken och träsk, där dess främsta föda består av andra fiskar. Som ung tar den maskar och insektslarver.

### Fortplantning
Uppgifterna om fortplantningen är osäkra, men man antar att arten främst leker under regntiden. Hanen tar initiativet till parningen, under vilken han formar analfenan till en skål där honan lägger äggen, som hanen därefter befruktar.

## Utbredning
Utbredningsområdet omfattar Kongoflodens område i Kongo-Kinshasa, Angola och Kamerun samt avflödena från Rukwasjön och Tanganyikasjön.

## Akvariefisk
Den marmorerade fengäddan är en snabbväxande art som behöver ett större akvarium med en finkornig botten, en temperatur på 26 till 28 ºC och ett pH mellan 6,0 och 8,0. Akvariet bör ha många gömslen i form av stenar och rötter. Växter är mindre lämpliga eftersom fiskarna vanligen har sönder dem. Arten äter frusen, animalisk föda; vissa individer tar även torrfoder.